# Burhinus
Burhinus là một chi chim trong họ Burhinidae.

## Hình ảnh

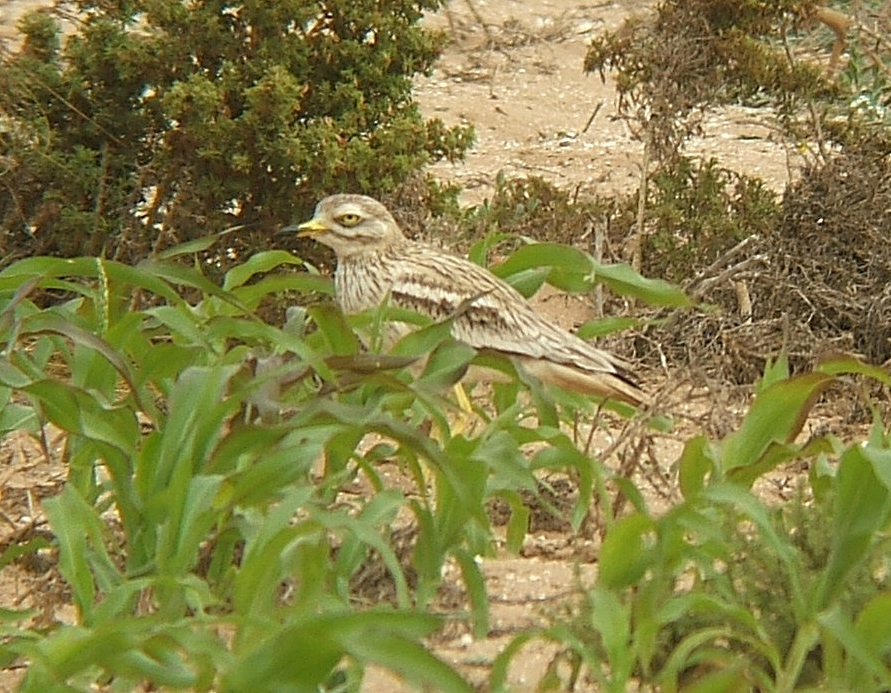
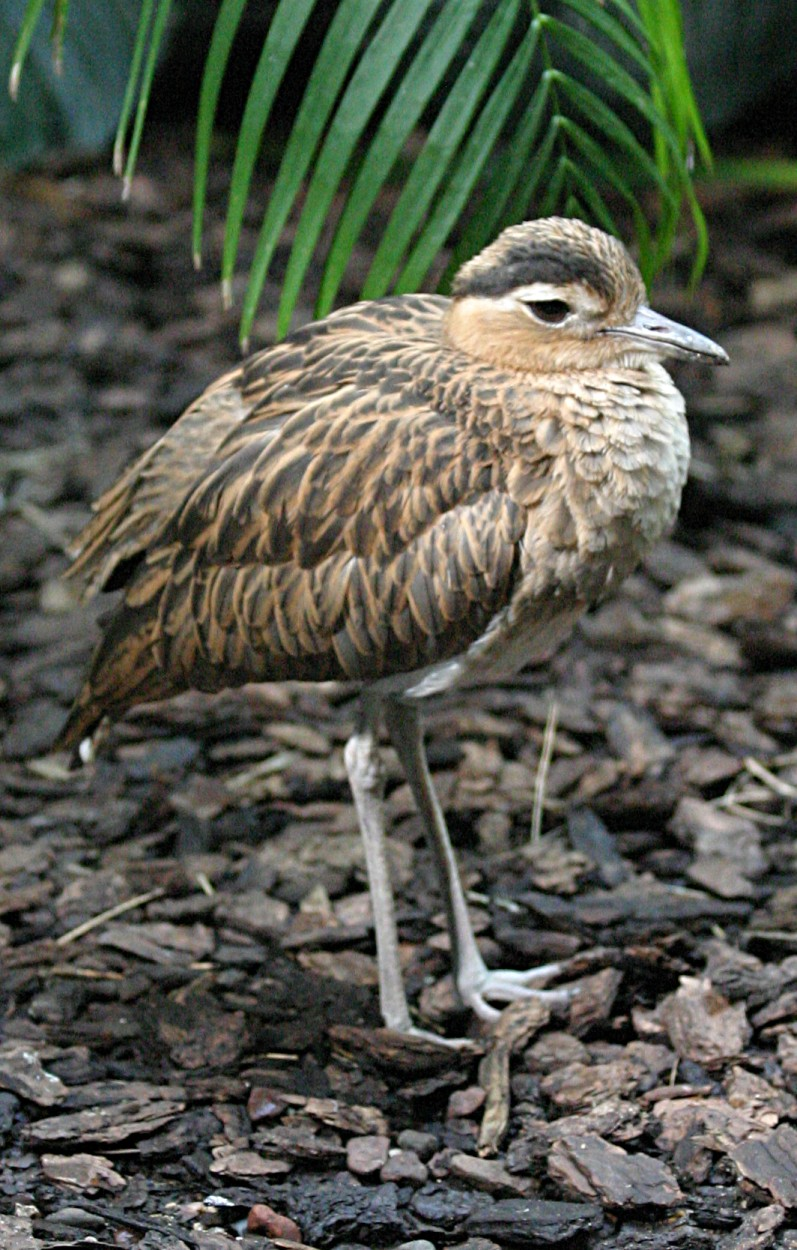
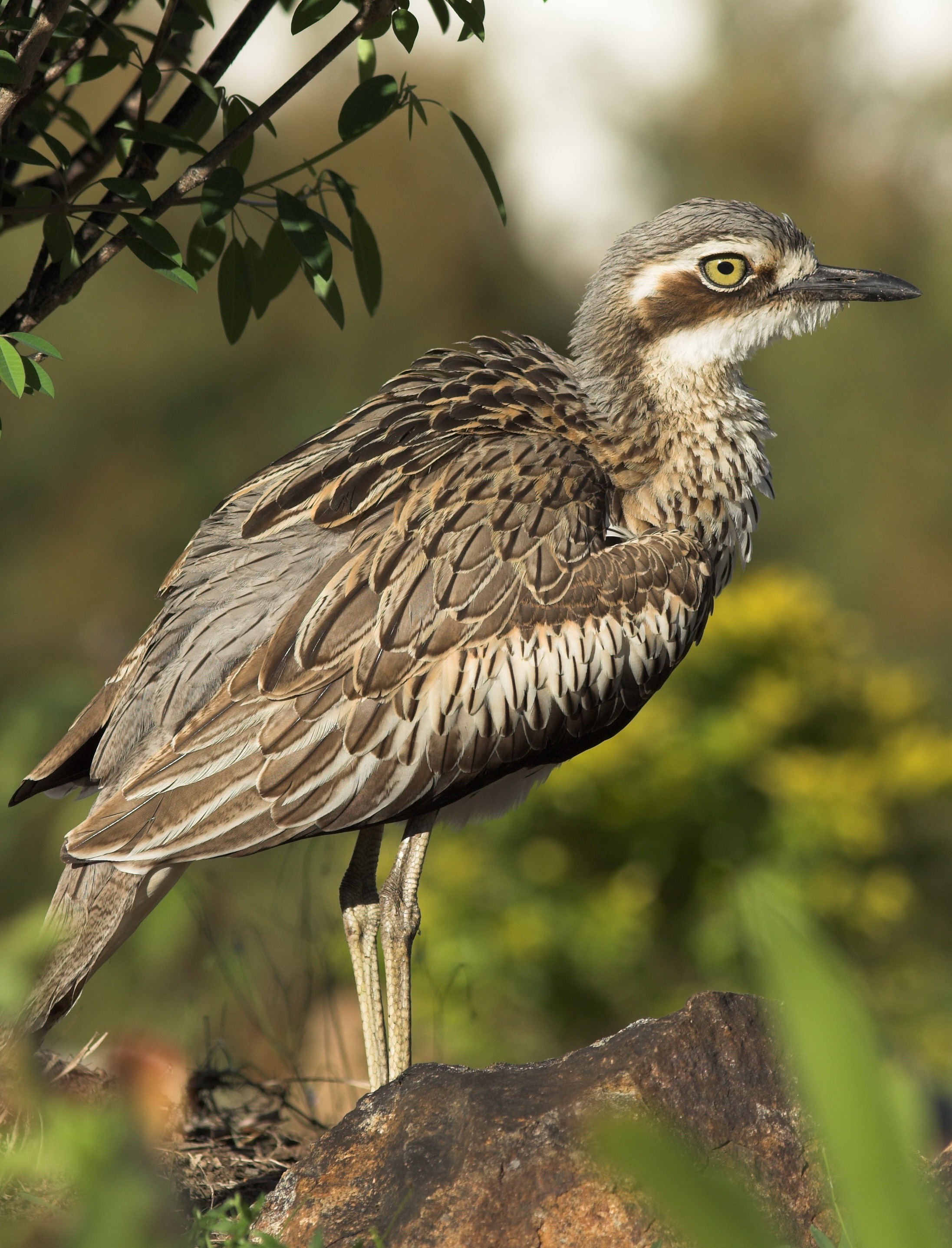
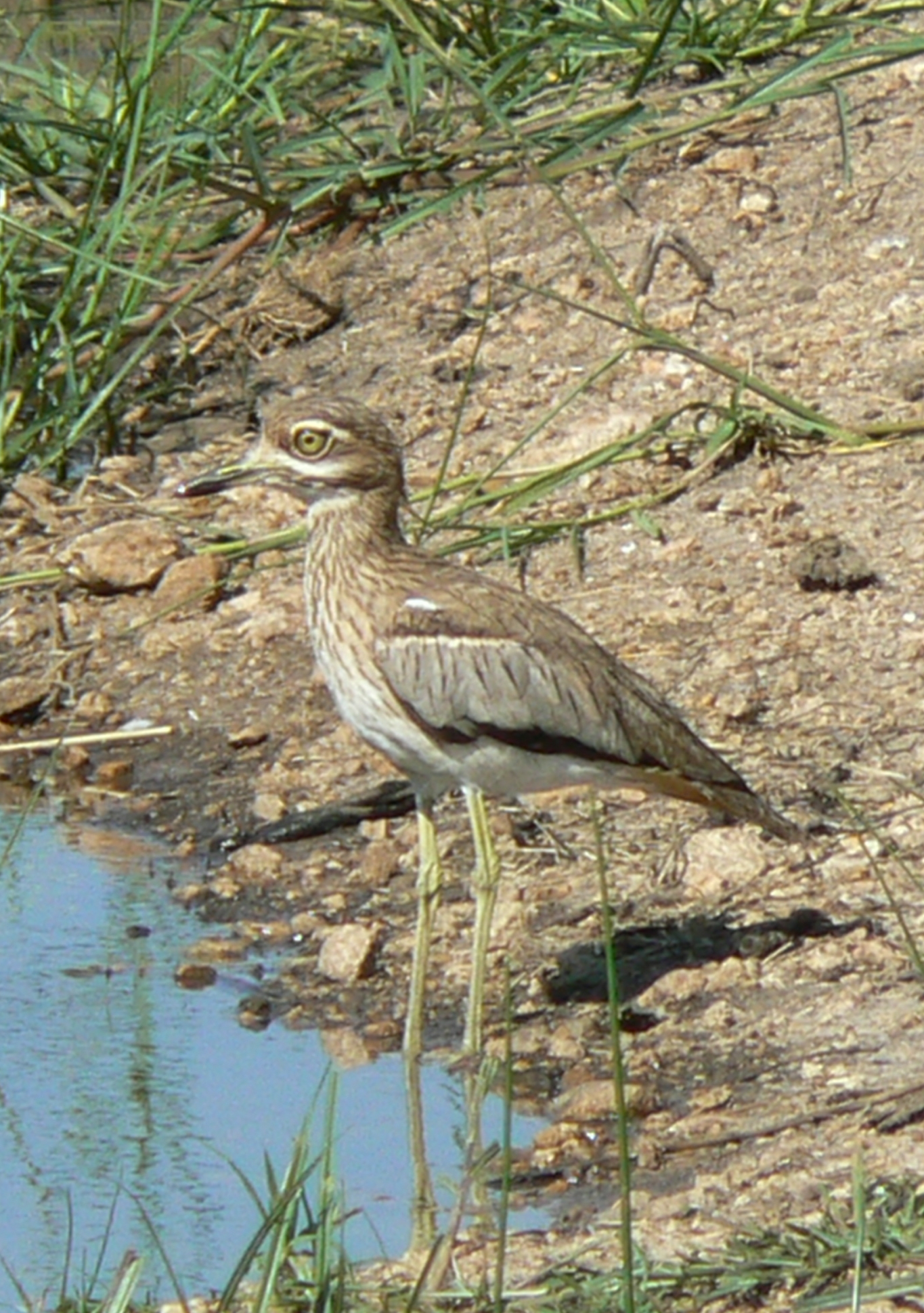
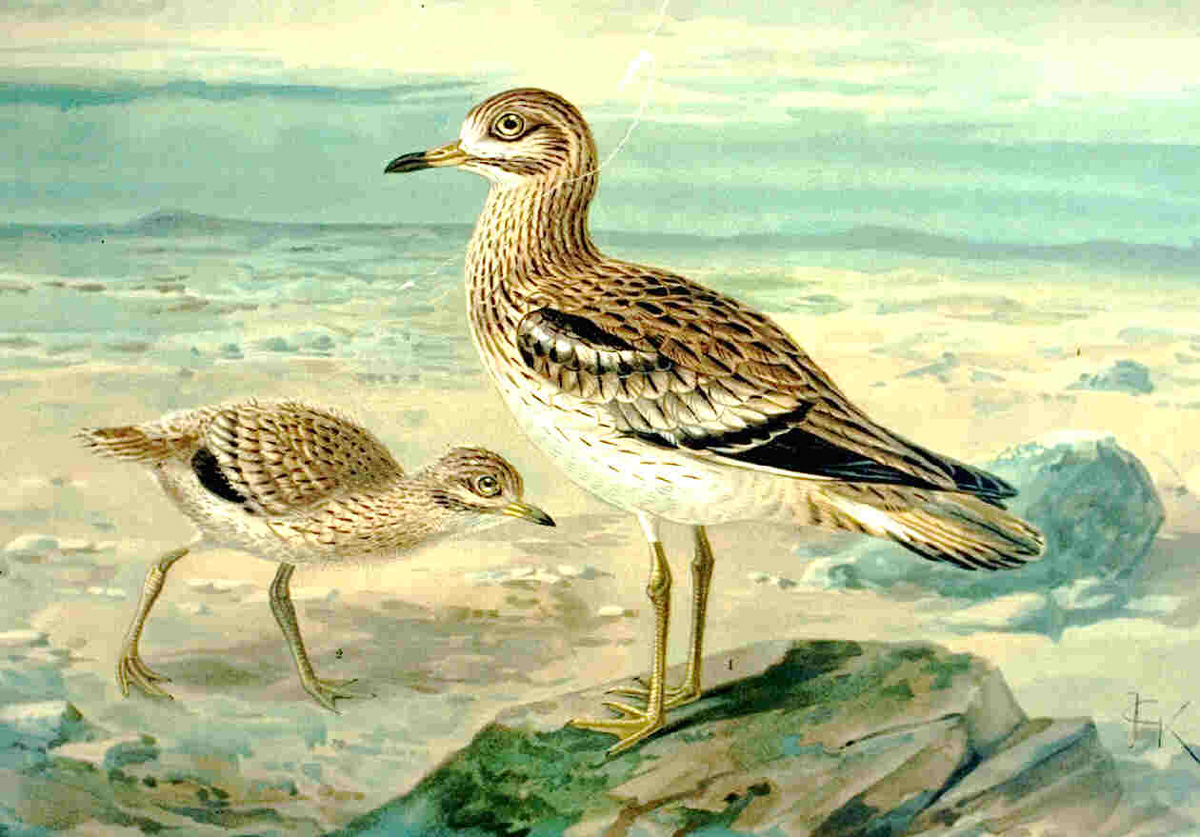